# Мес Сарчешме
«Мес Сарчешме» — иранский футбольный клуб, базирующийся в Кермане. Клуб принадлежит крупной компании по добыче меди «Санат Мес Керман», он был основан этой компанией наряду с несколько другими клубами в 1998 году. В течение последних четырёх лет клуб сумел дважды заработать повышение в классе, однако первый же свой сезон в Про-Лиге клуб закончил на последнем месте.

## История выступлений
| Сезон   | Дивизион      | Место | Кубок     |
| ------- | ------------- | ----- | --------- |
| 2005/06 | 2 див.        | 8-е   |           |
| 2006/07 | 2 див.        | 8-е   | 1-й раунд |
| 2007/08 | 2 див.        | 3-е   | 3-й раунд |
| 2008/09 | 2 див.        | 1-е   | 1-й раунд |
| 2009/10 | Лига Азадеган | 5-е   | 1/16      |
| 2010/11 | Лига Азадеган | 1-е   | 2-й раунд |
| 2011/12 | Про-Лига      | 18-е  | 1/8       |
| 2012/13 | Лига Азадеган |       |           |